# Jozef Cíger-Hronský
Jozef Cíger-Hronský (Zvolen, 23 febbraio 1896 – Luján, 13 luglio 1960) è stato uno scrittore slovacco.
Fu anche insegnante, pittore, segretario e amministratore della Matica slovenská.

## Biografia
Studiò a Zvolen, Krupina e a Levice, dove conseguì la licenza magistrale. Dopo il 1914 fu insegnante nelle scuole di diverse città: Horné Mladonice, Senohrad, Krupina, Kremnica. Nel 1917 e nel 1918 combatté in fanteria sul fronte italiano.
Nel 1927 si stabilì a Martin, dapprima come insegnante e dal 1933 come segretario della Matica slovenská, di cui divenne anche amministratore nel 1940, lavorandovi fino al 1945. Egli fu determinante nell'istituzione della casa editrice Neografia a Martin, che diffuse la letteratura slovacca in edizioni economiche alla portata anche dei ceti rurali. Si impegnò molto anche nella fondazione e nella redazione di numerose riviste. Quando insegnava a Krupina aveva collaborato alla fondazione della rivista Hontiansky Slovák. A Kremnica fondò e scrisse su un altro giornale, Mládež. Per 19 anni fu redattore di una rivista per ragazzi, Slniečko. Su sua proposta tra il 1935 e il 1936 fu organizzato un viaggio dei dirigenti della Matica slovenská negli Stati Uniti per prendere contatto con le organizzazioni degli emigrati slovacchi. Come dirigente della Matica slovenská riuscì a portare quest'istituzione a livelli senza precedenti di sviluppo e di prosperità e a sviluppare appieno le attività di editrice e di ricerca. Nel 1944 durante l'Insurrezione nazionale slovacca gli insorti lo arrestarono e lo imprigionarono, ma poco dopo fu rilasciato. All'inizio del 1945 si trasferì da Martin a Bratislava, da dove in breve riparò all'estero per timore di procedimenti giudiziari.
Nel 1945 si stabilì inizialmente in Austria, dove visse nella zona americana. Più tardi decise di trasferirsi in Italia e rimase a Roma fino al febbraio del 1948. Dopo l'arresto della polizia italiana riuscì a fuggire e riparò in Argentina, dove si stabilì nella città di Luján. Inizialmente ebbe problemi economici e si guadagnò da vivere come disegnatore per una fabbrica tessile. Successivamente ritornò a pubblicare i suoi scritti, soprattutto su riviste. Nel 1956 divenne presidente del Consiglio nazionale slovacco all'estero e fu nominato presidente onorario dell'Associazione degli scrittori e degli artisti slovacchi all'estero. Nel 1959 fondò la Matica slovenská all'estero.
Dopo la caduta del comunismo, la sua memoria fu completamente riabilitata. La sua intera opera letteraria fu ristampata in edizione completa. Nel 1993 i suoi resti furono portati a Martin e fu sepolto al Cimitero nazionale.

## Attività
Ha iniziato a scrivere romanzi e brevi prose, che in seguito sono apparsi in raccolte U nás, Domov, Medové srdce e Podpolianske rozprávky. Nelle sue opere descrive spesso la gente comune slovacca, spesso ritorna ai suoi ricordi d'infanzia, per cui alcune delle sue opere sono fortemente autobiografiche. L'ambientazione più frequente delle vicende narrate è in un villaggio slovacco. Nei suoi libri per bambini introduce sempre l'avventura e l'insegnamento dell'amore cristiano. Spesso si concentra su materiale storico, ma soprattutto scivola nelle leggende, pur raccontando i fatti di personaggi reali della storia. Inoltre, adattò le fiabe popolari slovacchi, ma ne creò anche di nuovi, che si discostano completamente dallo schema classico delle fiabe, ma piuttosto danno ali alla fantasia, all'umorismo, che creano per i bambini un ambiente attraente. Alcune sue opere sono state pubblicate in inglese, ungherese, ceco, polacco e russo.

## Opere

### Prosa
- 1923 – U nás ("Da noi"), opera prima, raccolta di racconti
- 1925 – Domov ("A casa"), raccolta di racconti
- 1927 – Žltý dom v Klokočove ("La casa gialla a Klokočov"), storia dell'amore morboso per il denaro e della sua forza distruttiva (primo romanzo)
- 1929 – Medové srdce ("Cuore di miele"), raccolta di racconti
- 1930 – Proroctvo doktora Stankovského ("La profezia del dottor Stankovský"), romanzo sul rapporto tra l'arte, l'amore e la vita
- 1932 – Chlieb ("Pane"), romanzo collettivistico sui crimini, catene di avvenimenti e scene di vita
- 1932 – Podpolianske rozprávky ("Racconti ai piedi del Poľana"), raccolta di brevi prose su bozzetti realistici di vita della gente ai piedi del monte Poľana
- 1933 – Jozef Mak, romanzo sull'individualismo e sul fatalismo
- 1933 – Tomčíkovci ("I Tomčík"), raccolta di prose, spesso ispirate da ricordi d'infanzia e di gioventù
- 1934 – Sedem sŕdc ("Sette cuori"), racconti di novelle, dove s'incontrano sette storie sul tema dell'amore. Il motivo centrale è il carattere delle donne.
- 1938 – Jarný vietor a iné rozprávky ("Vento di primavera e altri racconti")
- 1939 – Na krížnych cestách ("Su strade incrociate"), romanzo che descrive i rapporti intimi di tre generazioni
- 1940 – Cesta slovenskou Amerikou ("Viaggio nell'America slovacca"), racconto di viaggio
- 1940 – Pisár Gráč ("Lo scrivano Gráč"), romanzo sulla ricerca di identità di una persona provata dalle esperienze della Prima guerra mondiale
- 1944 – Na Bukvovom dvore ("Nel cortile del faggio"), romanzo
- 1944 – Šmákova mucha ("La mosca nociva"), ultima raccolta di novelle
- 1947 – Predavač talizmanov Liberius Gaius od Porta Colina, ("Il venditore di alismani Liberio Gaio da Porta Colina") novella religiosa
- 1948 – Andreas Búr Majster ("Il maestro Andreas Búr"), romanzo sulla povertà e la ricerca di sé stessi, sul senso del lavoro
- 1960 – Svet na Trasovisku ("Il mondo sulle sabbie mobili"), romanzo sull'insurrezione nazionale slovacca, che fu proibito per decenni proibito in Cecoslovacchia
- 1997 – Pohár z brúseného skla ("Coppa di vetro molato"), raccolta di prose

### Commedie
- 1926 – Firma Moor ("La ditta Moor")
- 1929 – Červený trojuholník ("Triangolo rosso")
- 1929 – Návrat ("Il ritorno")

### Letteratura per ragazzi
- 1924 – Najmladší Závodský ("Il piccolo Závodský")
- 1925 – Kremnické povesti ("Favole di Kremnica")
- 1926 – Janko Hrášok
- 1928 – Pod kozúbkom ("Sotto il caminetto")
- 1930 – Smelý Zajko ("Il coraggioso Zajko")
- 1931 – Smelý Zajko v Afrike ("Il coraggioso Zajko in Africa")
- 1931 – Zakopaný meč ("La spada sotterrata")
- 1932 – Budkáčik a Dubkáčik
- 1932 – Sokoliar Tomáš ("Tomáš il falconiere")
- 1932 – Brondove rozprávky ("Le fiabe di Brondo")
- 1932 – Zábavky strýca Kurkovského ("I divertimenti dello zio Kurkovský")
- 1933 – Zlatý dážď ("La pioggia d'oro")
- 1934 – Zlaté hodinky ("L'orologio d'oro")
- 1935 – Strýcovo vrtielko ("La trottola dello zio")
- 1936 – Tri rozprávky ("Tre fiabe")
- 1937 – Zlatovlasá sestra ("La sorella dai capelli d'oro")
- 1939 – Budatínski Frgáčovci
- 1940 – Tri múdre kozliatka ("Tre sagge caprette")
- 1941 – Traja bratia ("Tre fratelli")
- 1940 – Do školy ("A scuola")